# Armée de garde de Rehe
L'armée de garde de Rehe est un corps de l'armée impériale du Mandchoukouo formé après la conquête de l'ancienne province chinoise de Rehe durant l'opération Nekka en 1933. L'armée de garde de Rehe est créée à partir d'une section de l'armée de Taoliao et a un effectif nominal de 17 945 hommes.

## Divisions de l'armée
- Quartier-général (301 hommes)
- Unité d'artillerie (854)
- Unité de cavalerie (172)
- Unité d'infanterie (1 294)
- Forces de la zone Chengde (4 783)
- Forces de la zone Chifeng (3 414)
- Forces de la zone Chaoyang (3 977)
- Forces de la zone Weichang (3 150)
- Brigade de cavalerie de Xinjing (2 018)
- Armée de Seiyan (forces de la zone Fengtian) (3 760)
- Unité de patrouille fluviale (640)

Durant la réorganisation de l'armée impériale du Mandchoukouo de 1935, l'armée de garde de Rehe devient la 5e armée de district « Chengde » dirigée par le commandant Zhang Haipeng.

## Sources
- (en) Philip Jowett, Rays of the Rising Sun, Volume 1: Japan's Asian Allies 1931-45, China and Manchukuo, Helion and Company Ltd., 2005